# Resolució 791 del Consell de Seguretat de les Nacions Unides
La Resolució 791 del Consell de Seguretat de les Nacions Unides fou adoptada per unanimitat el 30 de novembre de 1992. després de recordar resolucions 637 (1989), 693 (1991), 714 (1991), 729 (1992) i 784 (1992), el Consell va aprovar una decisió del Secretari General Boutros Boutros-Ghali per estendre el mandat de la Missió d'Observació de les Nacions Unides al Salvador (ONUSAL) durant sis mesos més fins al 31 de maig de 1993.
El Consell acull amb beneplàcit la intenció del secretari general d'adaptar les futures activitats i la força de la ONUSAL després dels progressos recents en les converses de pau, reafirmant l'ús dels seus bons oficis pel que fa al progrés de la pau. També va instar a les dues parts, el Frente Farabundo Martí para la Liberación Nacional i el Govern d'El Salvador, a implementar i respectar els acords signats per ells a Ciutat de Mèxic el 16 de gener de 1992 i exercir la màxima restricció .
La resolució també va sol·licitar contribucions voluntàries dels Estats membres i de les institucions financeres i de desenvolupament internacionals cap al procés de pau i pel Secretari General que mantingués informada el Consell de Seguretat sobre els esdeveniments abans que acabi el mandat actual.